# Anolis planiceps
Espèce
Synonymes
- Norops planiceps (Troschel, 1848)
- Anolis eewi Roze, 1958
- Norops eewi (Roze, 1958)

Anolis planiceps est une espèce de sauriens de la famille des Dactyloidae.

## Répartition
Cette espèce se rencontre :
- au Brésil au Roraima et en Amazonas ;
- au Guyana ;
- au Venezuela en Amazonas et au Bolívar ;
- à la Trinité.

## Taxinomie
Anolis eewi a  été placée en synonymie avec Anolis planiceps par Myers et Donnelly en 2008.

## Publication originale
- Troschel, 1848 : Amphibien. Reisen in Britisch-Guiana in den Jahren 1840-44. Im Auftrage Sr. Majestät des Königs von Preussen ausgeführt. Theil 3. Versuch einer Zusammenstellung der Fauna und Flora von British-Guiana. Leipzig, p. 645-661 (texte intégral).